# Bademli, Ahırlı
Bademli là một xã thuộc huyện Ahırlı, tỉnh Konya, Thổ Nhĩ Kỳ. Dân số thời điểm năm 2011 là 393 người.